# Elecciones presidenciales de Portugal de 1965
Las elecciones presidenciales se celebraron en Portugal el 25 de julio de 1965, durante el régimen del  Estado Novo del  Primer Ministro António de Oliveira Salazar, antes de las elecciones parlamentarias del mismo año. Fue la primera elección presidencial celebrada por la Asamblea de la República Portuguesa en lugar de por votación popular directa y, posteriormente, el contralmirante Tomás fue respaldado universalmente por un segundo mandato de siete años. Su único oponente en las  anteriores a las elecciones de 1958, general Humberto Delgado, había sido asesinado a principios de 1965 luego de un intento de regresar a Portugal desde el exilio, posiblemente para disputar la elección a Tomás por segunda vez.
- Datos: Q16153770